# Diamante do Sul
Diamante do Sul este un oraș în Paraná (PR), Brazilia.